# 内田啓太
内田 啓太（うちだ けいた、1990年11月22日 - ）は、日本のラグビーユニオン選手。

## プロフィール
- 山梨県甲州市出身。
- ポジションはセンター(CTB)、フルバック(FB)。
- 身長 178cm、体重 86kg
- ニックネームはウッチー。
- U20日本代表に選ばれたことがある[1]。

## 略歴
ラグビーを始めたきっかけは中学校の体育から。
2009年、日川高校卒業後、筑波大学に入学する。なお日川高校時代、高校日本代表に選ばれ、第32回高校東西対抗試合の参加メンバーに選出された。　　
2012年、筑波大学ラグビー部の主将に就任した。
2013年、筑波大学卒業後、クボタスピアーズに加入。
2015年、クボタスピアーズのBKリーダーに就任。同年11月29日に行われたジャパンラグビートップリーグ第3節のNTTコミュニケーションズシャイニングアークス戦にて途中出場で公式戦初出場を果たす。
2017年、クボタスピアーズを退団した。